# آدم بيري
آدم بيري (بالإنجليزية: Adam Berry)‏ (20 فبراير 1997 - ) هو لاعب كرة قدم أسترالي في مركز الوسط. شارك مع منتخب أستراليا تحت 20 سنة لكرة القدم. أما مع النوادي، فقد لعب مع سنترال كوست مارينرز.

## وصلات خارجية
- آدم بيري على موقع قاعدة بيانات كرة القدم.إي يو (الإنجليزية)
- آدم بيري على موقع Soccerway.com (الإنجليزية)